# Myriam Hernández 2
Myriam Hernández 2 (conocida como Dos) es el título del segundo álbum de estudio grabado por la cantautora chilena Myriam Hernández, Fue lanzado al mercado por la empresa discográfica Capitol/EMI Latin el 21 de agosto de 1990, este es su último álbum para dicha compañía discográfica. El álbum Dos fue producido por Humberto Gatica. Este álbum da la oportunidad a Myriam a firmar un trato con Warner Music México, iniciando la década de los 90's.

## Antecedentes y grabación del álbum
Tras triunfar con su álbum debut lanzado en 1988, Myriam decide sacar un disco con temas inéditos de su autoría junto a otros compositores de la música hispana como Gogo Muñóz, Alberto Plaza, Vilma Planas, Álvaro Torres y Juan Carlos Duque.
La grabación de este disco abarcó el tercer trimestre de 1989. De ese álbum se desprendieron diversos sencillos internacionalmente exitosos como "Peligroso amor" y "Te pareces tanto a él", varios de estos sencillos se situaron por varias semanas en el número-uno o en los primeros lugares de las listas del continente, este último sencillo fue presentado en el programa Sábado Gigante. La canción "Herida" llegó a ocupar el primer lugar de la lista latina en la revista Billboard en Estados Unidos, siendo la primera y única artista chilena en conseguirlo. También este disco marcó un récord en el Top Latin Albums al permanecer en el número uno por 18 semanas consecutivas. El videoclip de "Peligroso amor", uno de sus grandes éxitos fue producido por Luis de Llano de Televisa-México y postuló al Mejor Clip Latino en Billboard. 

## Lista de canciones
| Dos |                          |                           |                 |          |  |
| N.º | Título                   | Escritor(es)              | Productor(es)   | Duración |  |
| 1.  | «Peligroso amor»         | Gogo Muñóz                | Humberto Gatica | 4:12     |  |
| 2.  | «Mío»                    | Gogo Muñóz                | Humberto Gatica | 3:30     |  |
| 3.  | «Que no»                 | Myriam Hernández          | Humberto Gatica | 3:18     |  |
| 4.  | «Sabía»                  | Alberto Plaza             | Humberto Gatica | 3:36     |  |
| 5.  | «Todo lo tuyo»           | Gogo Muñóz · Vilma Planas | Humberto Gatica | 3:31     |  |
| 6.  | «Te pareces tanto a él»  | Álvaro Torres             | Humberto Gatica | 3:48     |  |
| 7.  | «Herida»                 | Myriam Hernández          | Humberto Gatica | 4:04     |  |
| 8.  | «Toda la vida fue igual» | Juan Carlos Duque         | Humberto Gatica | 3:17     |  |
| 9.  | «Tonto»                  | Gogo Muñóz                | Humberto Gatica | 3:22     |  |
| 10. | «Ni tonta sigo amándote» | Juan Carlos Duque         | Humberto Gatica | 3:18     |  |

## Créditos y personal
- Myriam Hernández - Vocals, Arreglista
- Jason Scheff - Bajo
- John Pierce - Bajo
- Andrea Bronston - Coros
- Isela Sotelo - Coros
- Mary Jamison - Coros
- Darlene Kolden-Hoven - Coros
- Michael Landau - Guitarra
- Juan Carlos Duque - Arreglista, Teclados, Productor, Arreglos Vocal y de Coros
- Rick Bowen - Programación
- Simon Franglen - Programación
- Humberto Gatica - Productor, Ingeniero, Mezcla
- Jorge Saint-Jean - Productor Ejecutivo
- Alejandro Rodríguez - Ingeniero, Mezcla
- David Reitzas - Ingeniero, Mezcla
- Ken Felton - Ingeniero, Mezcla
- Mauricio Guerrero - Ingeniero, Mezcla
- Richard Engstrom - Ingeniero, Mezcla
- Tony Papas - Ingeniero, Mezcla
- Erich Bulling - Guitarra Acústica
- Tom Keane - Arreglista, Teclados
- Stephen Marcussen - Masterización
- David Boruff - Saxofón
- John Keane - Batería
- David Foster - Arreglista, Teclados
- Ivy Skoff - Productor, Coordinación de Producción
- Carlos Somonte - Fotografía
- Reiner Meric - Diseño Gráfico
- Lucho Gatica - Coordinación Artística

- Datos: Q5299132